# Saison 1972-1973 de snooker
Navigation
1971-1972 1973-1974
La saison 1972-1973 de snooker est la 5e saison de snooker. Elle regroupe 7 tournois organisés par la WPBSA entre juillet 1972 et avril 1973.

## Nouveautés
- Le championnat d'Irlande n'est pas reconduit.
- L'épreuve de printemps du tournoi Park Drive 2000 est renommé Park Drive 1000.

## Calendrier
| Dates (mois-jour) | Dates (mois-jour) | Tournoi                           | Lieu          | Site                         | Vainqueur      | Finaliste      | Score | Références |
| 09-08             | 09-08             | Tournoi de Stratford              | Wootton Wawen | Wootton Wawen Social Club    | Alex Higgins   | John Spencer   | 6–3   |            |
| 09-30             | 10-29             | Tournoi Park Drive 2000 (automne) | Angleterre    | Divers sites                 | John Spencer   | Alex Higgins   | 5–3   | [ 1 ]      |
| 09–19             | 11–23             | Championnat d'Australie           | Sydney        | Junior Rugby League Club     | Eddie Charlton | Gary Owen      | 19-10 | [ 2 ]      |
| 01-??             | 01–??             | Pot Black                         | Birmingham    | Studios Pebble Mill          | Eddie Charlton | Rex Williams   | 1–0   | ,          |
| 01-??             | 01–??             | Tournoi Park Drive 1000           | Leeds         | Belle Isle Working Mens club | John Spencer   | Jackie Rea     | 3-2   | [ 5 ]      |
| 01–08             | 02–05             | Men of the Midlands               | Angleterre    | Divers sites                 | Alex Higgins   | Ray Reardon    | 5-3   | [ 1 ]      |
| 04–16             | 04–28             | Championnat du monde              | Manchester    | City Exhibition Hall         | Ray Reardon    | Eddie Charlton | 38–22 | ,          |